# Dendropsophus rubicundulus
Dendropsophus rubicundulus is een kikker uit de familie boomkikkers (Hylidae). De wetenschappelijke van de soort werd als Hyla rubicundula in 1862 gepubliceerd door Johannes Theodor Reinhardt en Christian Frederik Lütken.
De soort komt voor in het noordoosten van Brazilië, van Piauí en Ceará verder naar het zuiden via Pará, Tocantins, Bahia, Goiás, Mato Grosso en Mato Grosso do Sul tot in centraal Minas Gerais en São Paulo; daarnaast in Santa Cruz in Bolivia, en vermoedelijk ook in oostelijk centraal Paraguay.

## Synoniemen
- Hyla elongata Lutz, 1925

Anotheca · 
Bromeliohyla · 
Charadrahyla · 
Diaglena · 
Dryophytes · 
Duellmanohyla · 
Ecnomiohyla · 
Exerodonta · 
Hyla · 
Isthmohyla · 
Megastomatohyla · 
Plectrohyla · 
Ptychohyla · 
Rheohyla · 
Sarcohyla · 
Smilisca · 
Tlalocohyla · 
Triprion